# Izabela Tomița
Izabela Tomița (n. 2 octombrie 1986, Craiova, România) este o interpretă de muzică populară din zona Olteniei, reprezentând cu precădere sudul județului Dolj.

## Scurt istoric
Izabela Tomița provine dintr-o familie iubitoare de folclor, o familie în care domnește frumosul și buna dispoziție, unde muzica și, în general arta, sunt puse la loc de cinste.
Izabela a moștenit dragostea pentru folclor de la părinți. Vocea mamei îi alina suspinele și clipele de teamă din copilărie, iar pașii de dans ai tatălui o purtau măreți în hore și sârbe. Izabela nu este singura din familia Tomița care a moștenit acest dar de la părinți. Sora sa, Andreea, este pasionată de dansul modern și își dorește să ajungă, într-o zi, un coregraf de renume.
Izabela Tomița a început să cânte la vârsta de 11 ani, când întâmplător s-a întâlnit cu Niculina Stoican, cunoscută solistă de muzică populară din Mehedinți. Ascultând-o, Izabela și-a dorit să ajungă să cânte, ca ea, pe o scenă, acompaniată de o orchestră și privită de o lume întreagă.
Timp de patru ani, Izabela a studiat canto clasic la Școala Populară de Artă, însă dragostea pentru muzica populară a însoțit-o tot timpul, motiv pentru care, în această perioadă, a colaborat cu Ansamblul de Amatori DOR CĂLĂTOR din Craiova, cu care a participat în anul 2003 la Festivalul Obiceiuri uitate de la Mamaia. Acest lucru i-a permis Izabelei să realizeze că muzica populară este mai aproape de sufletul ei și că prin cântecul și versul popular se regăsește, pe sine, mult mai ușor.

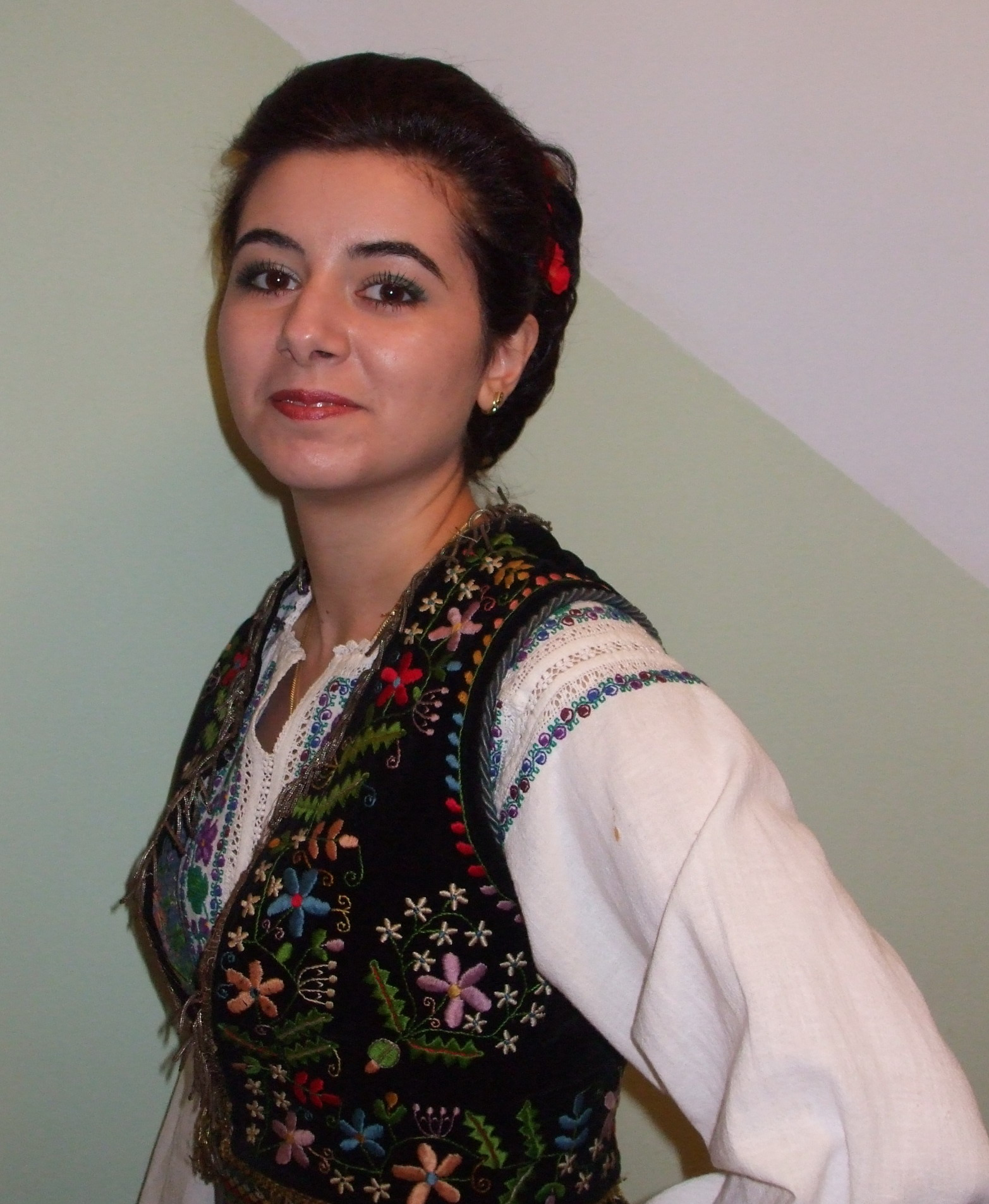
Izabela Tomița

În aprilie 2004, Izabela începe să colaboreze cu Ansamblul de Copii din Simnic, alături de care susține câteva spectacole în țară și peste hotare.
În octombrie 2004, Izabela Tomița participă la primul festival de folclor - Festivalul de cătănie de la Cluj-Napoca.
În martie 2005, în urma unui concurs realizat de Radio Oltenia Craiova, este remarcată și apreciată de Camelia Raboveanu, solista de muzică populară și membră a juriului. Acest concurs îi aduce Izabelei o colaborare mai lungă, pentru câteva spectacole în Bulgaria. În această perioadă, Izabela Tomița realizează și primele sale înregistrări, împreună cu Orchestra Maria Tănase, piesele imprimate fiind preluări din repertoriul Mariei Lătărețu și cel al Mariei Tănase. 
În ciuda faptului că Izabela dispune de foarte puțin timp liber, a căutat mereu să fie cât mai aproape de muzica populară, îmbinând armonios viața de studentă cu cea de artist.
La un an după primele înregistrări, Izabela Tomița a intrat din nou în studio, cu piese noi, unele culese, altele create, altele preluate, alături de Orchestra Ansamblului "Rapsodia Română", sub bagheta dirijorului Marcel Goiana. Acest material cuprinde piese preluate din repertoriul regretatului Valentin Bleoancă Plenița, părintele fostului ansamblu "Mugurelul", actualul ansamblu "Maria Tănase" din Craiova. Acest renumit solist i-a dăruit Izabelei piesele sale, cu dorința de a duce mai departe ceea ce el a strâns de-a lungul unei vieți de om.
Chiar dacă, uneori, drumul unui interpret de muzică populară este spinos, Izabela consideră că a avut și are parte de acel "dram de noroc". A cunoscut persoane care au apreciat-o și care au ajutat-o.

## Pregătire profesională
- 2008 - 2011 - Universitatea Spiru Haret, Facultatea de Muzică, București, specializarea Pedagogie muzicală.
- 2008 - 2010 - Universitatea din Craiova, Facultatea de Chimie, Master "Chimie aplicată".
- 2005 - 2008 - Universitatea din Craiova, Facultatea de Chimie, specializarea Chimia Mediului.
- 2001 - 2005 - Colegiul Național Economic "Gh. Chițu", Craiova, specializarea Finanțe- contabilitate.
- 2001 - 2005 - Școala Populară de Artă "Cornetti", Craiova, secția Canto clasic.
- 1993 - 2001 - Școala Generală "Al. Macedonski", Craiova.

## Experiență artistică
- 2007 - 2009 - Coordonator grup vocal în cadrul Ansamblului Ion Șerban, Ișalnița, Dolj
- 2006 - 2009 - Solist-colaborator al Ansamblului Ion Șerban, Ișalnița, Dolj
- 2005 - 2006 - Solist-colaborator al Ansamblului "Mugurașul", Șimnicul de Sus, Dolj
- 2006 - prezent - Solist-colaborator al Ansamblului "Maria Tănase", Craiova
- 2004 - Solist-colaborator al Ansamblului "Dor călător", Craiova

## Festivaluri-concurs, premii obținute

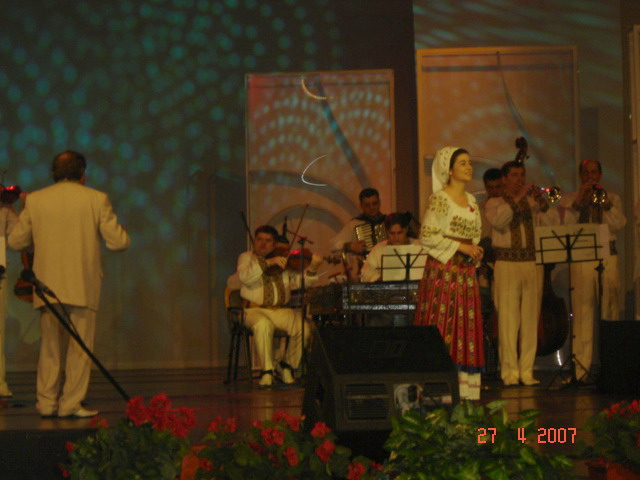

- Mai 2005: Premiul III, Festivalul "Cântecele Dunării", Ianca, județul Olt
- Mai 2005: Premiul III, Festivalul "Flori de Mai", Cluj Napoca
- Septembrie 2005: Premiul II, Festivalul "Sărbătoarea Recoltei", Fetești, județul Ialomița
- Noiembrie 2005: Premiul II, Festivalul "Cânt și Joc pe Valea Hârtibaci", Agnita, județul Sibiu
- Aprilie 2006: Premiul II, Festivalul "Vară, Vară, Primăvară", Sibiu
- Iulie 2006: Premiul II, Festivalul "Cântecele Dunării", Ianca, Olt
- August 2006: Premiul II, Festivalul de folclor și interpretare, Mamaia
- Aprilie 2007: Premiul I, Festivalul « Vară, vară, primăvara », Sibiu
- Mai 2007: Premiul I, Festivalul « De Ispas la Năsăud », Năsăud
- Mai 2007: Premiul III, Festivalul « Eu mi-s mândră-n sat » organizat de Antena 1 și «Duminica în familie»
- Iunie 2007: Premiu special oferit de  Radio Oltenia Craiova, Festivalul «Maria Tănase», Craiova
- Octombrie 2007: Premiul pentru cea mai autentică interpretare a cântecului epic, Festivalul N. Sulac, Chișinău
- Octombrie 2007: Premiul III, Festivalul "Ilie Zugrăvescu", Vâlcea
- Februarie 2008: Premiul III, Festivalul "Elena Roizen", Ovidiu, Constanța
- August 2008: Premiul III, Festivalul "Cântecului de dragoste de-a lungul Dunării", Brăila

## Colaborări
De-a lungul timpului, Izabela a fost remarcată de nume mari ale folclorului românesc și de specialiști, al căror cuvânt au influențat pozitiv cariera sa artistică: Eugenia Florea, Vasilica Ghiță Ene, Florentina Satmari, Steluța Popa, Elise Stan, Mihai Fivor. Izabela Tomița a avut ocazia, până acum, să cânte pe scenă alături de Maria Ciobanu, Ionuț Dolănescu, Cornel Borza, Veta Biriș, Mariana Ionescu, Laura Lavric, Steliana Sima, Mariana Anghel, Nelu Bălășoiu și mulți alții. 

### Orchestre, ansambluri
- Orchestra “Lăutarii”, Chișinău, dirijor Nicolae Botgros
- Orchestra “Rapsodia Vâlceană”,  dirijor Ionel Puia
- Orchestra Filarmonicii – Cluj Napoca, dirijor Ovidiu Barteș
- Ansamblul “Maria Tănase”, Craiova, dirijor Nicu Crețu
- Orchestra Națională Radio, dirijor Adrian Grigoraș
- Orchestra “Rapsodia Română”, dirijor Marcel Goiană
- Orchestra “Cindrelul-Junii Sibiului “, dirijor Gabriel Popescu
- Orchestra ”Doina Gorjului”, dirijor Aurel Blondea

## Discografie
2009 - Albumul " Norocu-i floare aleasă"- realizat cu Orchestra  Lăutarii, din Chișinău, dirijor maestrul Nicolae Botgros

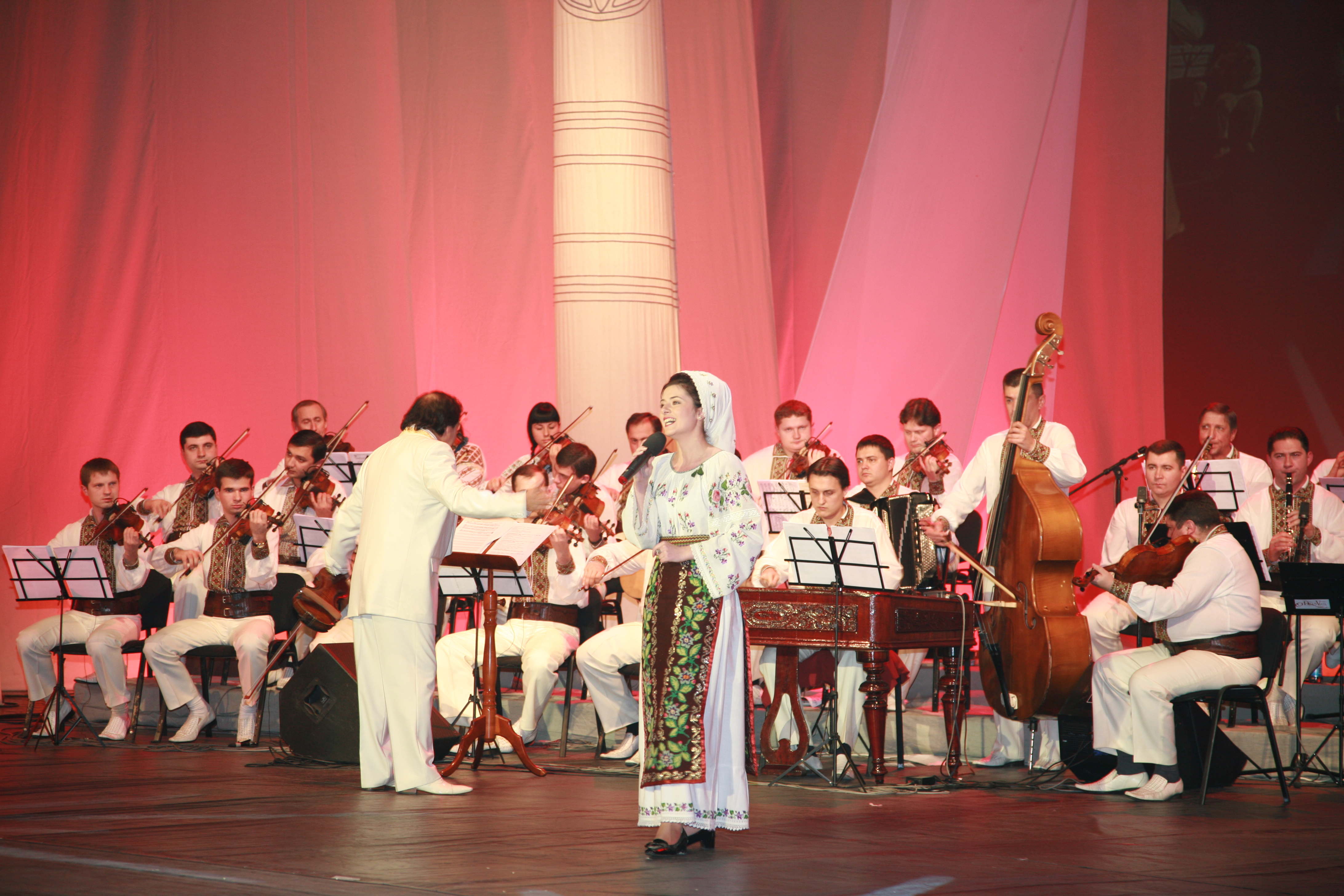
Izabela Tomița și Orchestra Lăutarii- dirijor Nicolae Botgros

- Azi in sat e horă mare
- Cântă, cucule, mai tare
- Cine-a făcut cântecul
- Bate ploaia la fereastră
- Omul care poartă dor
- Când veneai, neică, la mine
- Apucai poteca mică
- Neicuță de dorul tău
- Norocu-i floare aleasă
- Stau pe malu Jiului
- M-au cerut la maica doi
- Puiul meu, frumos băiat
- Tinerețe, tinerețe
- Neică de peste Gilort
- De-ar fi omul cum e floarea
- Ține, Doamne, noaptea lungă

Alte inregistrări
- Coborât-a, coborât
- Aseară pe-nserate
- Te-ai jurat, neică, jurat
- Dragă mi-a fost calea-ncoace

## Opinii

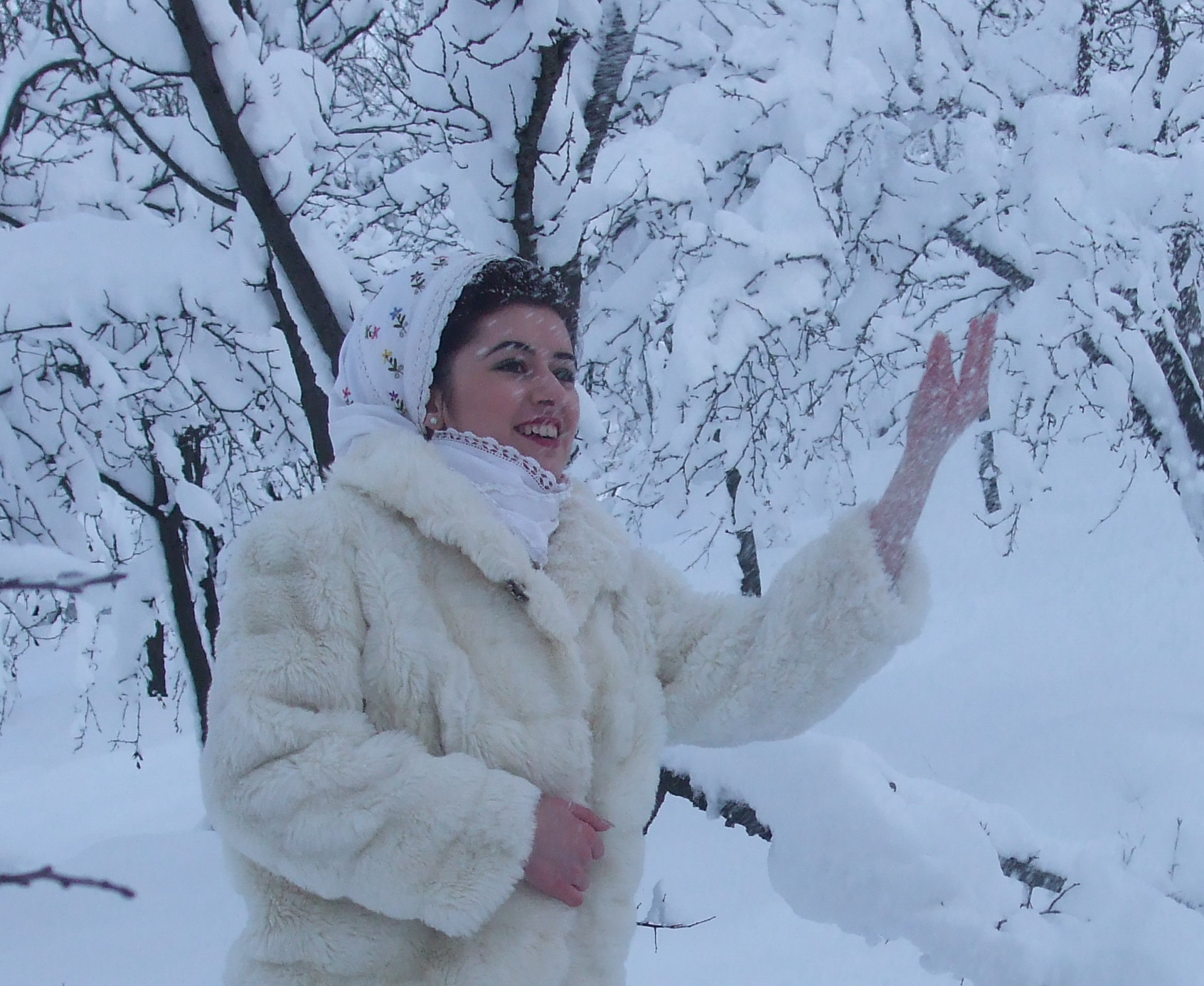
Izabela Tomița

"Când te desprinzi de automatismele care tind să îți spună că muzica populară este o prezentare anostă de costume curățele și interpreți țepeni și de prejudecata că sonoritățile contemporane abia reușesc să surprindă un crâmpei autentic, poți avea surpriza să dai peste ceva valoros. Tânăra interpretă de muzică populară, Izabela Tomița, este un exemplu în acest sens, demonstrând că, dincolo de imaginea sa, de altfel foarte agreabilă, există și substanță, există conținut, există valoare. 
Cariera de interpret de muzică populară este dificilă sub multiple aspecte. Pentru a deveni vedetă, un tânăr talentat trebuie să parcurgă un drum lung, deloc simplu și ferit de pericole, o călătorie deloc protejată de fel de fel de imixtiuni în viața breslei, un traseu sinuos, dificil, pe parcursul căruia, însă, totdeauna trebuie să se facă auzită pledoaria pentru valoare,  ca să lupți pentru țelul pe care ți l-ai propus, înțelegând că nu-i suficient să ajungi în vârful piramidei, ci trebuie să te străduiești să te menții acolo. Izabela Tomița exact asta face, își adună toate forțele pentru a rămâne pe piedestalul pe care au așezat-o premiile obținute la concursurile și festivalurile la care a participat. Nu de puține ori a avut șansa să cânte în spectacole alături de mari nume ale cântecului popular:  Sofia Vicoveanca, Maria Ciobanu, Floarea Calotă, Irina Loghin, Nicolae Furdui Iancu, Laura Lavric, Nicoleta Voica, Mioara Velicu și alții, lucru benefic pentru sine, căci a putut observa atitudini și a putut învăța câte ceva de la fiecare dintre aceste mari vedete. 
Izabela Tomița a știut întotdeauna să apară în fața publicului cu un repertoriu bine ales și o ținută scenică impecabilă, dublând talentul de studiu și perseverență, dovedind astfel respect pentru cântecul popular pe care îl slujește cu devoțiune. Nu s-a dezmințit nici acum, realizând și de data aceasta un lucru de calitate. Cântecele înregistrate pe CD-ul pe care ni-l propune spre audiție, dovedesc, o dată în plus, că Izabela Tomița știe să dăruiască semenilor săi tot ce este mai bun din ființa sa spirituală, în consonanță cu sentimentul de apartenență la o lume a satului oltenesc.
Un maestru al sonorităților măiestrite, vrăjitor al aranjamentelor orchestrale, maestrul Nicolae Botgros a contribuit din plin la reușita înregistrărilor de pe CD-ul Izabelei Tomița, prin stilul plin de nuanțe infinitezimale al acompaniamentului oferit de orchestra „Lăutarii”, pe care o conduce. Piesele atinse de inspirația sa sunt în mod surprinzător și definitiv îmbogățite de viziunea sonoră în care le reconstruiește.   
Se cuvine totodată să aducem laude Casei de Producție „IJAC MUSIC PRODUCTION” pentru că  promovează tinerele talente și muzica de bună calitate. Consider că CD-ul, precum cartea, albumele de artă, Radioul sau Televiziunea constituie diverse căi de răspândire a actului cultural autentic, o modalitate de selecție  menită să ridice gustul publicului. Din aceste rațiuni trebuie promovate valorile autentice și eliminate fenomenele poluante, manifestările de kitsch artistic ce frizează prostul gust.  Numai într-un asemenea mod ne vom susține spiritualitatea noastră prin care existăm de atâtea veacuri pe acest pământ."
Elise Stan - Etnomuzicolog, realizator de emisiuni la Televiziunea Română
"Izabela Tomița este unul dintre acei interpreți care dau o și mai mare valoare creațiilor populare. Cu toate că este absolventă a Școlii de Arte și Meserii “Cornetti” din Craiova, secția de canto clasic, Izabela Tomiță s-a regăsit în sfera muzicalului tradițional și a dat noi valențe cântecelor populare oltenești. Izabela Tomița este o interpretă tânără dar care s-a format și s-a lansat fără a face rabat de la calitate, de la autenticitatea versului și de la tot ceea ce înseamnă valoare în lirica populară oltenească."
Amelia Etegan - Director Centrul Județean pentru Conservarea și Promovarea Culturii Tradiționale Dolj 
"Chipul frumos, vocea caldă, dragostea pentru cântec și ambiția de olteancă, va face ca nu peste mult timp, Izabela să aline prin cântec necazurile și dorurile oamenilor. Am încredere în viitorul ei și sper ca această colaborare să fie de lungă durată și să nu uite niciodată pe cei care au ajutat-o să facă primii pași în carieră."
Daniel Ijac- Producător

## Galerie foto

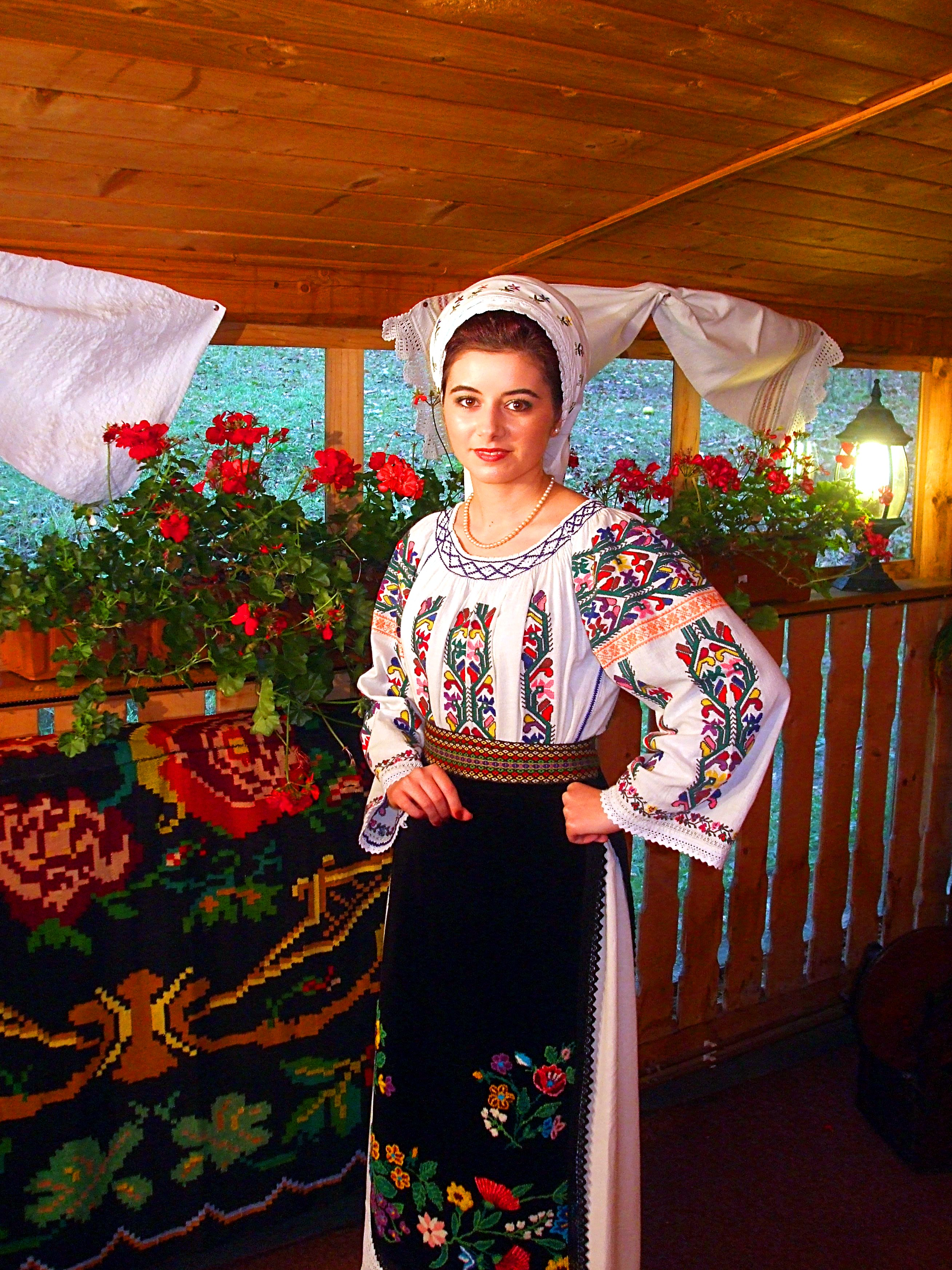
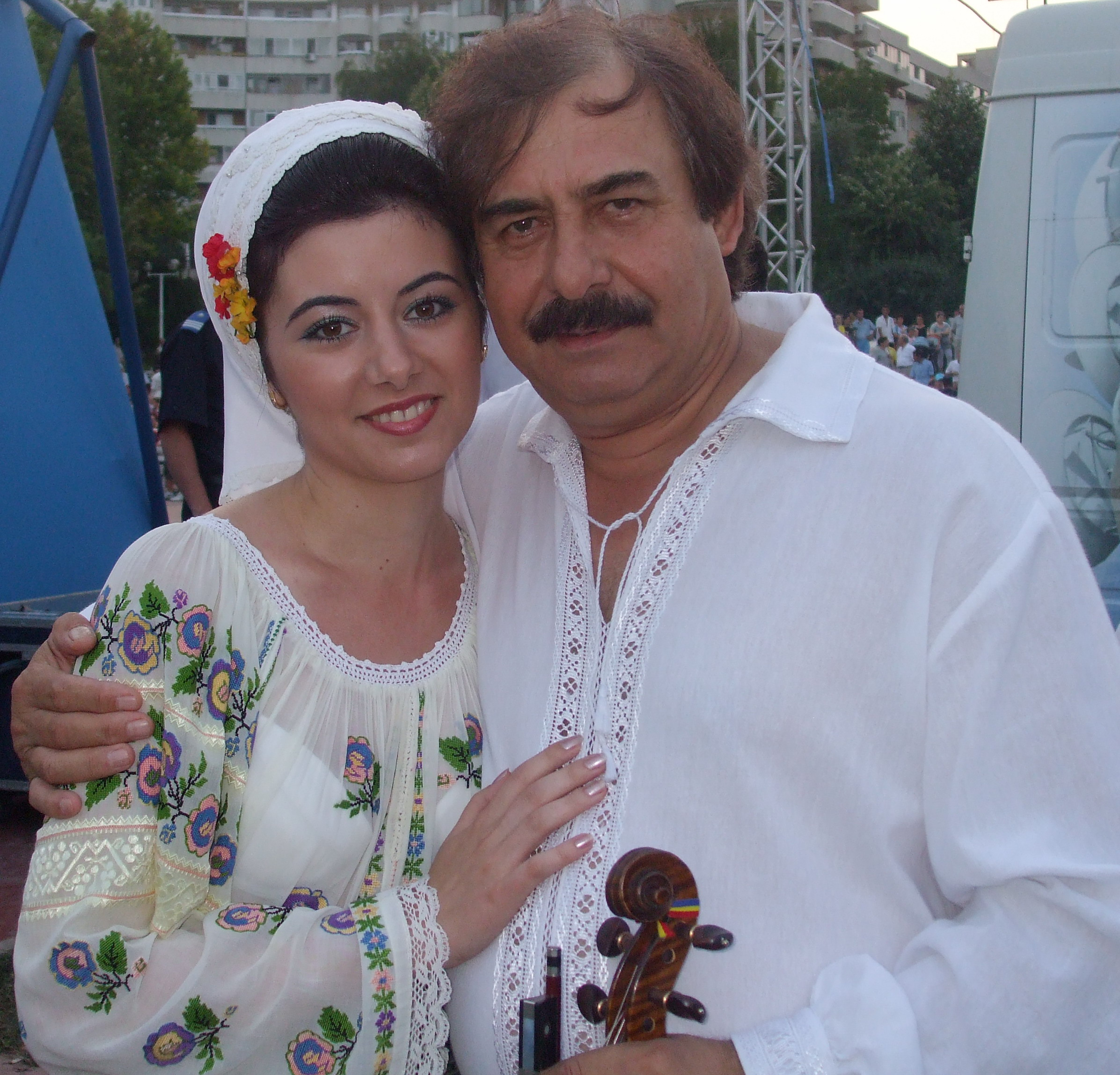
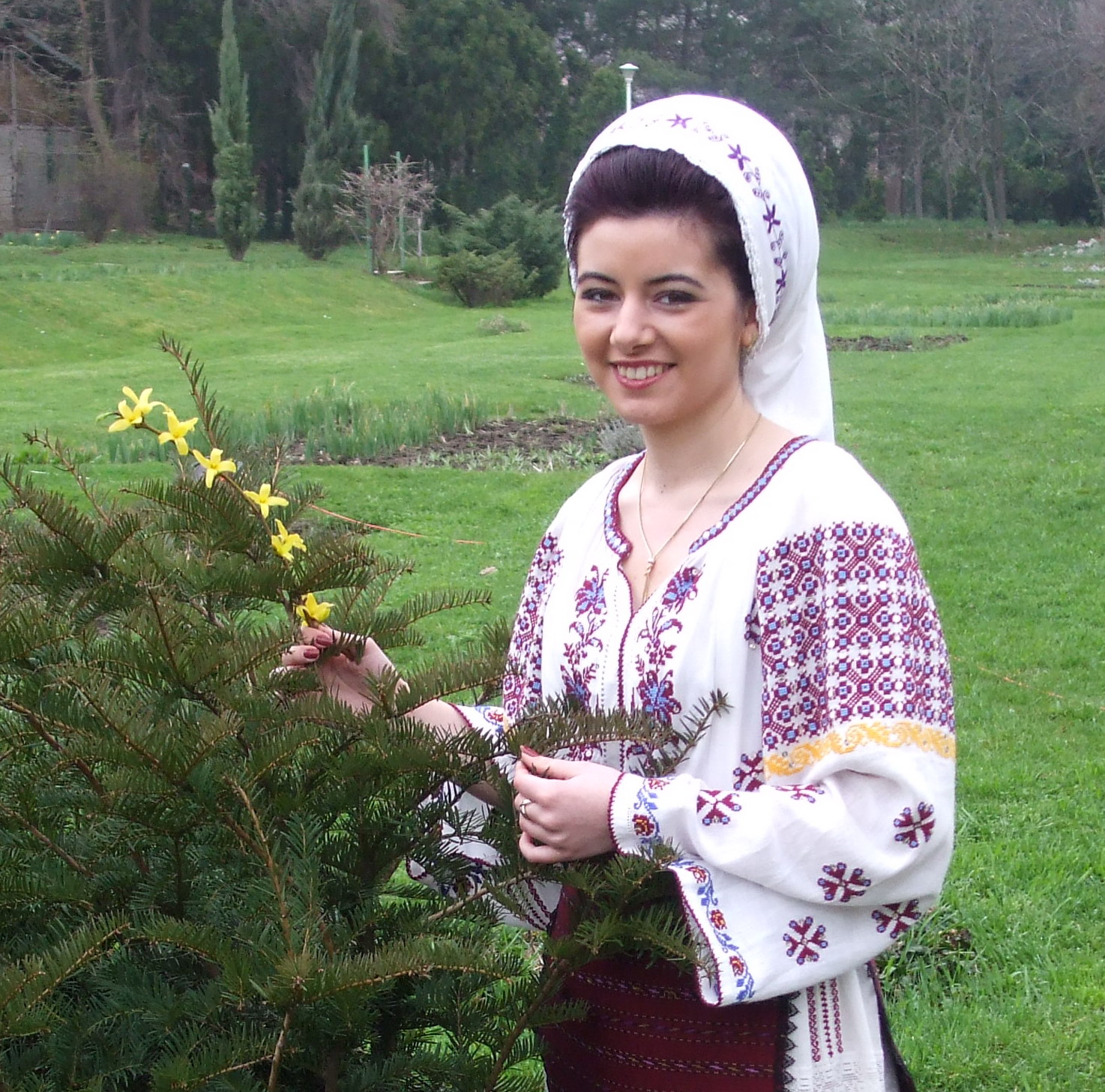
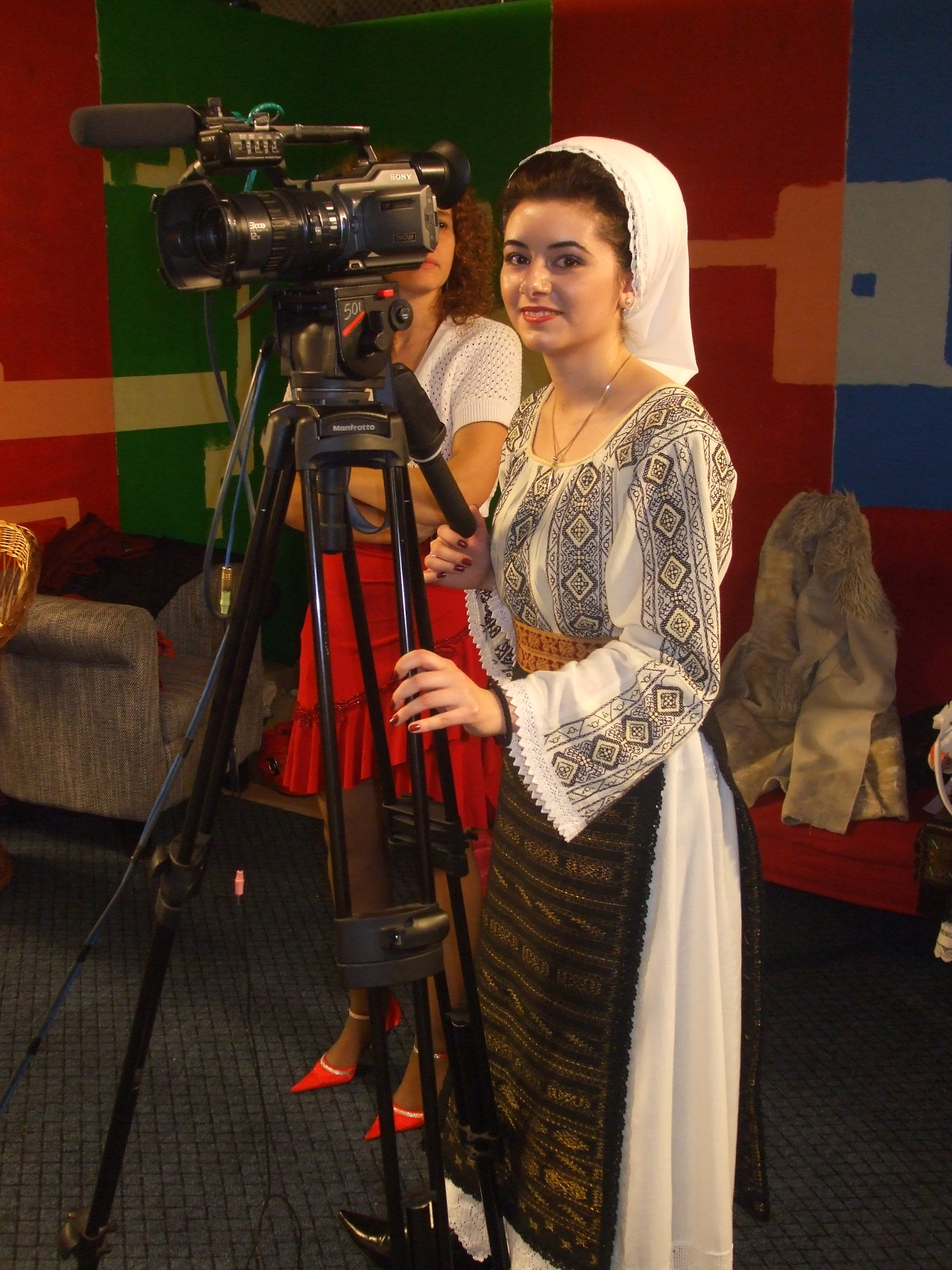
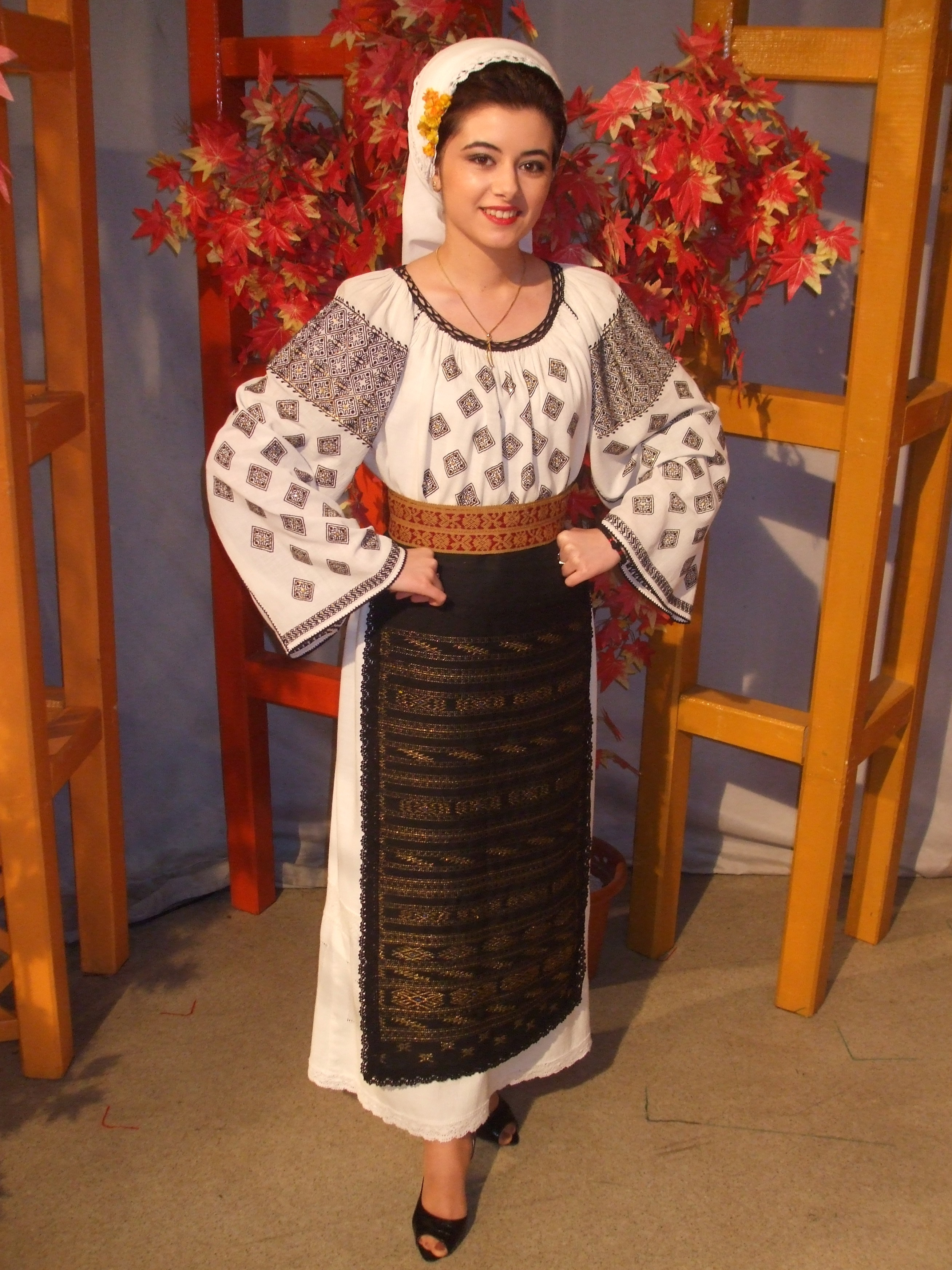
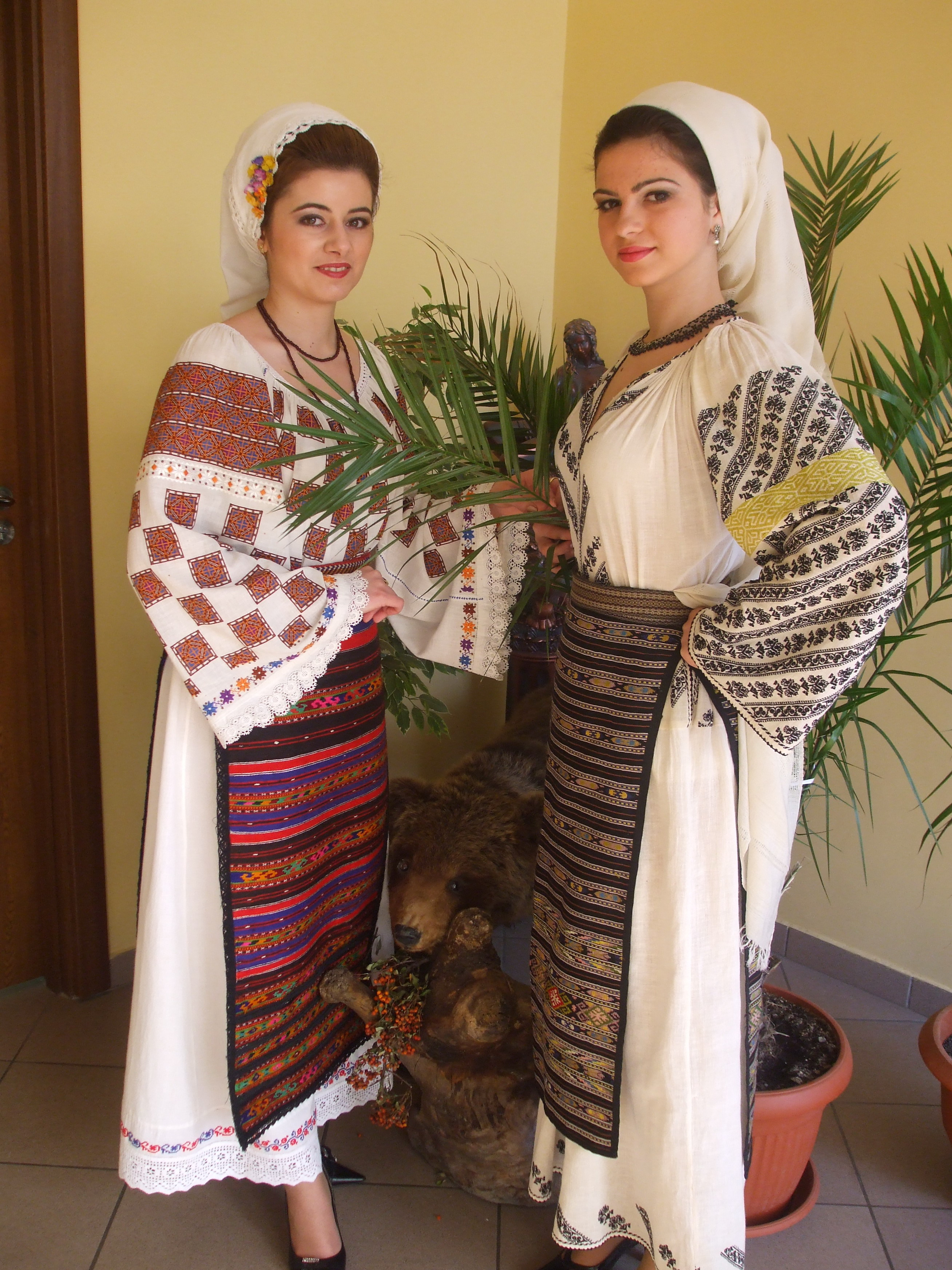
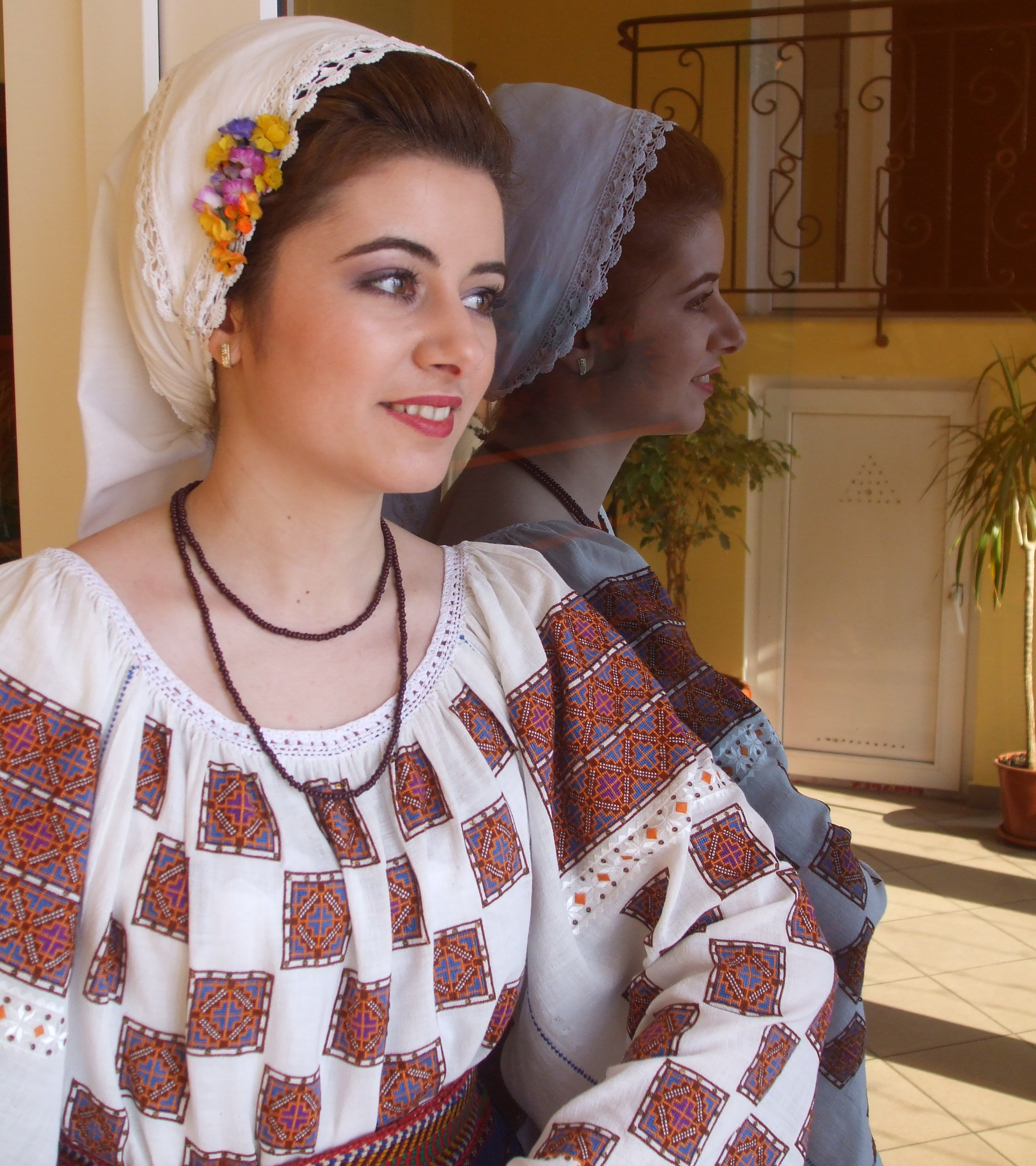
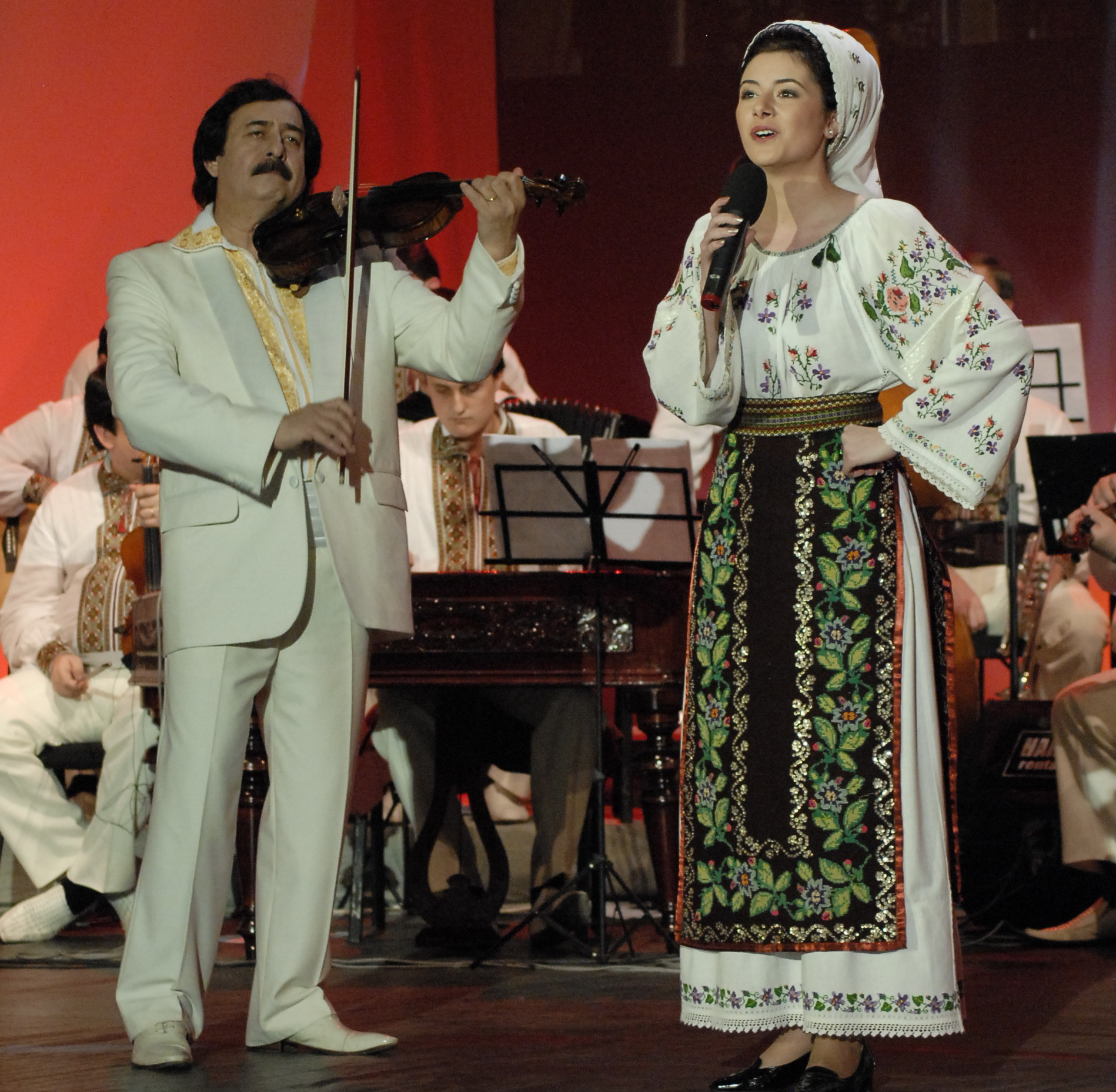
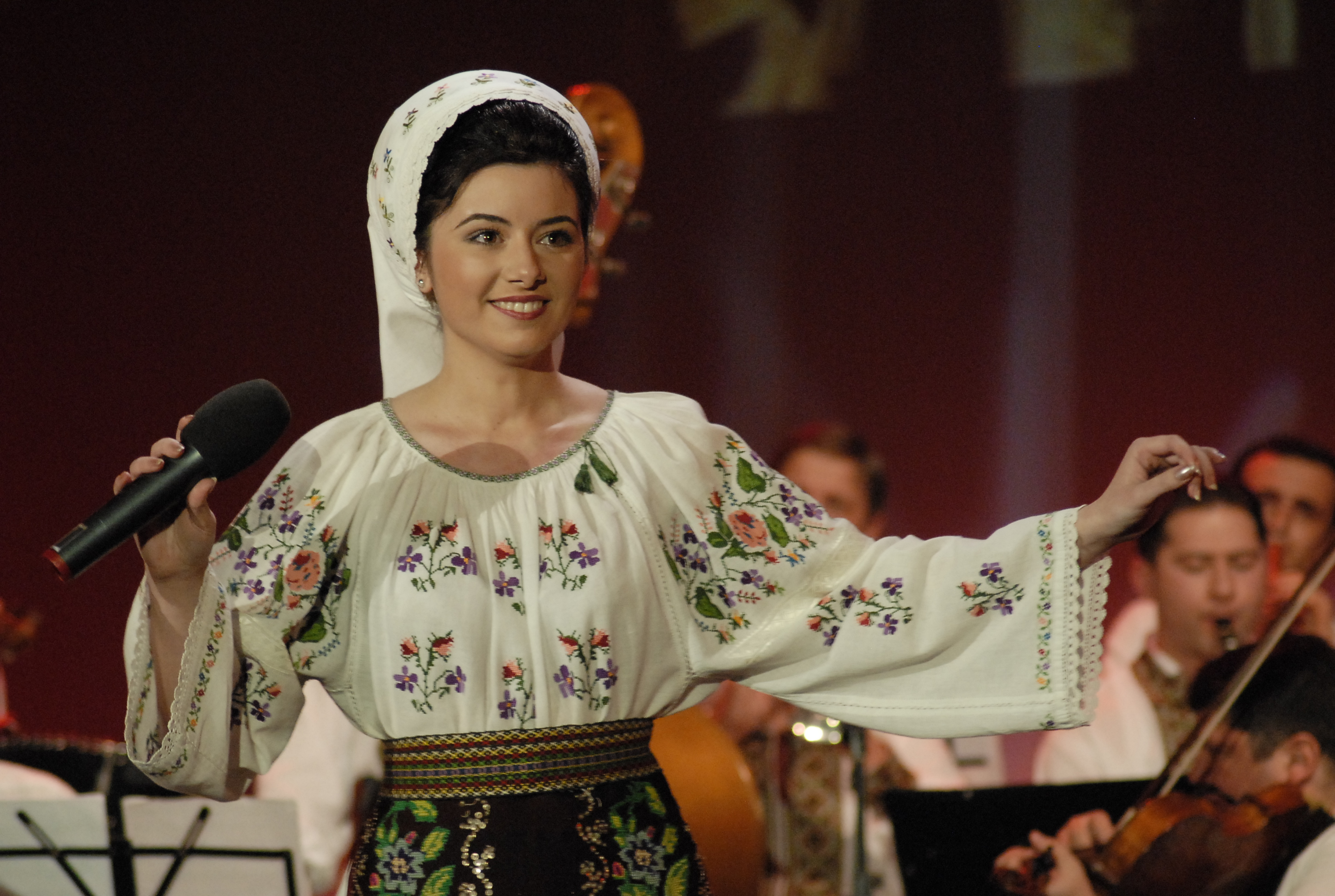
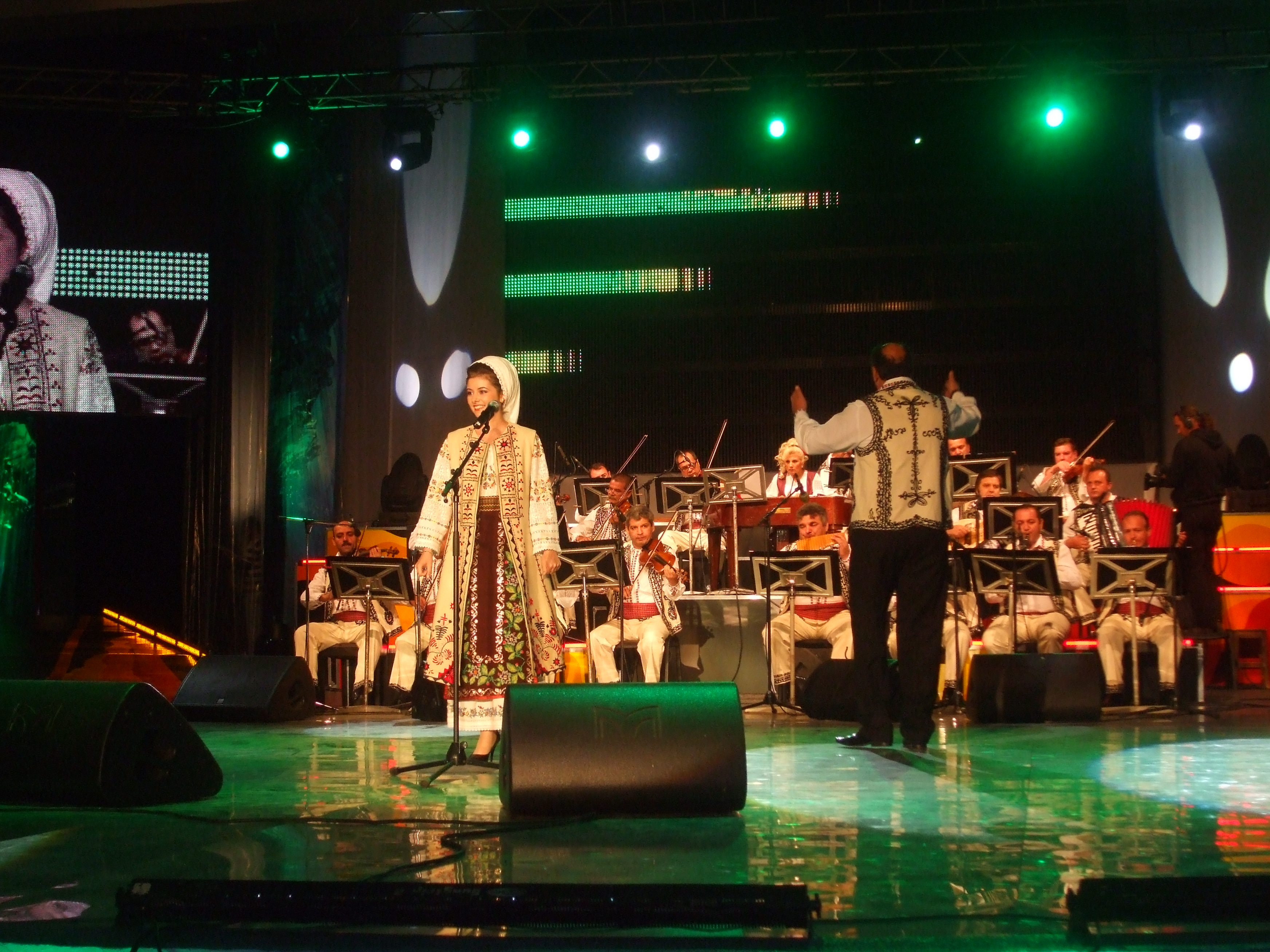